# Susana Camarero Benítez
Susana Camarero Benítez (Madrid, 1970) és una advocada i política valenciana, vicepresidenta, consellera de Serveis Socials, Igualtat i Habitatge i portaveu del Consell de la Generalitat Valenciana al govern del president Carlos Mazón.

## Biografia
Llicenciada en Dret per la Universitat de València, coordinadora d'Organització del Partit Popular de la Comunitat Valenciana (PP) i presidenta de Dones per a la Democràcia de València. Ha estat diputada a les eleccions a les Corts Valencianes de 1995 i 1999, deixà l'escó a les Corts per a ser diputada a les eleccions generals espanyoles de 2000, 2004, 2008 i 2011. Ha estat vocal de la Comissió de Defensa, de la Comissió d'Economia i Hisenda, i de la Comissió d'Infraestructures i de la Comissió de Règim de les Administracions Públiques.
En març de 2014 va renunciar al seu escó quan fou nomenada Secretària d'estat d'Afers Socials. El seu escó fou ocupat per Teresa García Sena. A les eleccions generals de 2015 i 2016 fou elegida senadora al Senat d'Espanya per la circumscripció de València.

### Vicepresidenta, consellera i portaveu de la Generalitat Valenciana
Amb el canvi de govern a la Generalitat Valenciana després de les eleccions de 2023 i l'acord de govern entre el PP i Vox Camarero assumeix la vicepresidència segona del Consell i la cartera de Serveis Socials, Igualtat i Habitatge. Amb l'eixida de Vox del govern el juliol de 2024, aquesta ascendeix a vicepresidenta primera o única.
La gestió política de la Gota Freda a la tardor de 2024 va provocar una crisi de govern en què Susana Camarero assumeix la responsabilitat de portaveu del Consell.